# 薩蘭塔波羅斯河

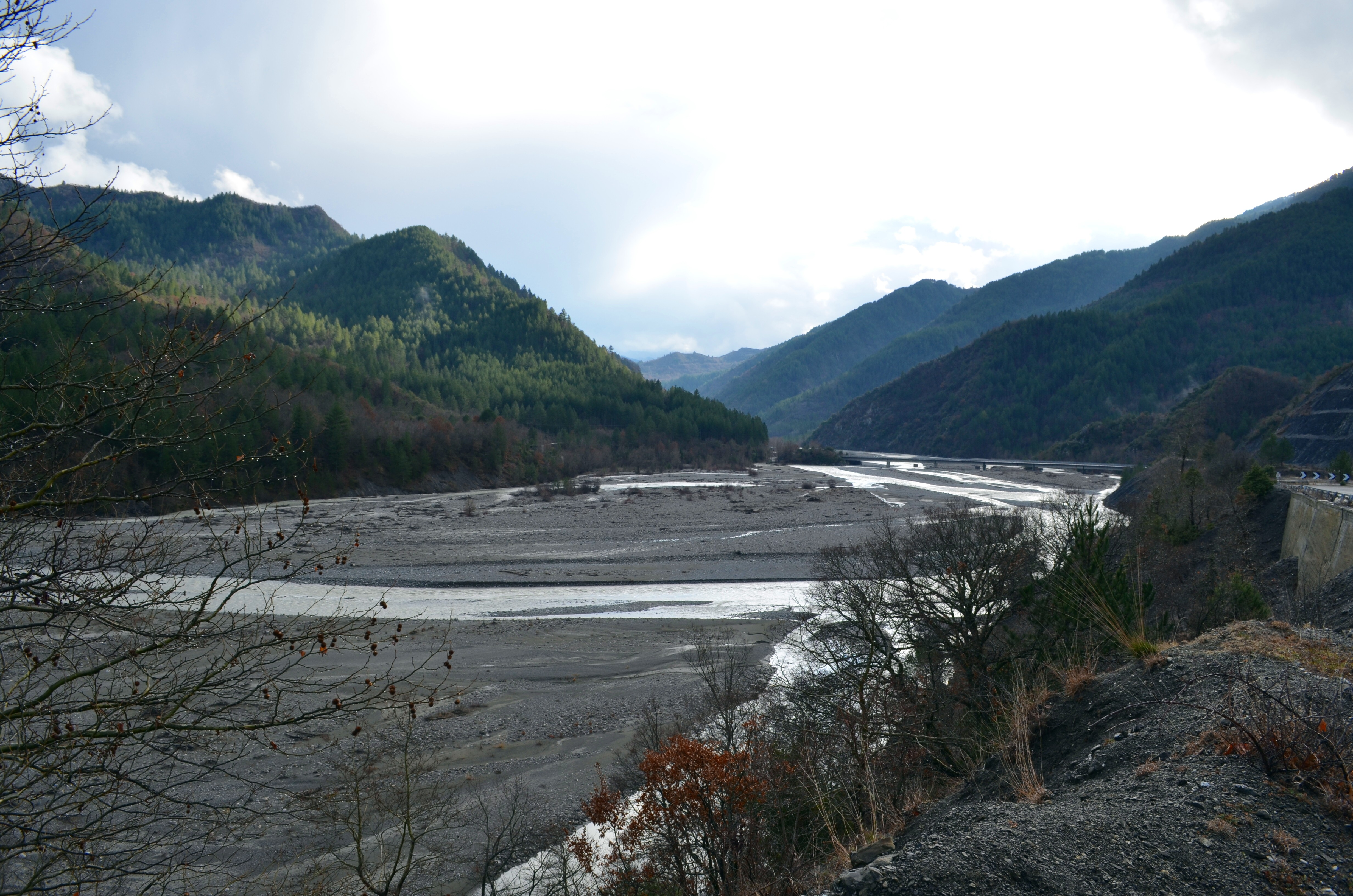

40°4′18″N 20°35′17″E / 40.07167°N 20.58806°E
薩蘭塔波羅斯河（希臘語：Σαραντάπορος），是東南歐的河流，位於阿爾巴尼亞南部和希臘西北部，屬於維約薩河的右支流，發源自格拉莫斯山脈和沃伊奧山脈之間，河道全長50公里，流域面積870平方公里。